# Азиатская кинопремия
Азиатская кинопремия (англ. Asian Film Awards) — кинопремия, вручаемая за лучшие азиатские картины международного проката. Первая церемония состоялась 20 марта 2007 года в Гонконге, некоторые СМИ сразу же окрестили премию «азиатским Оскаром».

## История
Создана с целью признания заслуг кинематографа Азии. Первое вручение наград состоялась 20 марта 2007 года в Гонконге. Лучшим фильмом 2006 года был выбран корейский фильм ужасов «Вторжение динозавра» режиссёра Пон Джунхо. Лента получила награды сразу в четырёх номинациях — в том числе за лучшую мужскую роль, за лучшие спецэффекты и операторскую работу.
Премия спонсировалась властями Гонконга, которые выделили на первую церемонию более 500 000 долларов. С 2007 по 2013 год её организатором было «Общество гонконгского международного кинофестиваля» (HKIFFS). С 2013 года им выступает Академия Азиатской кинопремии (AFAA).

## Номинации
Награды вручаются в следующих категориях:
- Лучший фильм
- Лучший режиссёр[англ.]
- Лучший актёр[англ.]
- Лучшая актриса[англ.]
- Лучший актёр второго плана[англ.] — с 2008 года
- Лучшая актриса второго плана[англ.] — с 2008 года
- Лучший новый режиссёр[англ.] — с 2018 года
- Лучший дебютант[англ.]— с 2009 года
- Лучший сценарий
- Лучшая операторская работа
- Лучший монтаж
- Лучшие спецэффекты
- Лучшая работа художника
- Лучший саундтрек
- Лучший дизайн костюмов[англ.] — с 2010 года

В каждой категории представлено до шести номинантов.

## Правила участия
Для номинирования необходимо, чтобы фильм был полнометражным (длиннее 60 минут), произведён в Азии и снят в формате 35 мм, 70 мм или в цифровом формате, пригодном для демонстрации в кинотеатрах. Он должен быть создан между 1 января и 31 декабря года, предшествующего церемонии, а также выпущен в прокат хотя бы в одной стране и впервые показан на международном кинофестивале либо удостоен национальных наград. Кроме того, картина должна иметь субтитры на английском языке.
Список номинантов составляет жюри, состоящее из кинорежиссёров, продюсеров, критиков и других деятелей киноиндустрии.

## Главные победители
| Год  | Лучший фильм                                     | Лучший режиссёр                                  | Лучший актёр                               | Лучшая актриса                        | Лучший актёр второго плана               | Лучшая актриса второго плана              | Лучший новый режиссёр                   |
| ---- | ------------------------------------------------ | ------------------------------------------------ | ------------------------------------------ | ------------------------------------- | ---------------------------------------- | ----------------------------------------- | --------------------------------------- |
| 2007 | Вторжение динозавра                              | Цзя Чжанкэ «Натюрморт»                           | Сон Канхо «Вторжение динозавра»            | Мики Накатани «Воспоминания о Мацуко» | н/д                                      | н/д                                       | н/д                                     |
| 2008 | Тайное сияние                                    | Ли Чхандон «Тайное сияние»                       | Тони Люн Чу Вай «Вожделение»               | Чон Доён «Тайное сияние»              | Сунь Хунлэй «Монгол»                     | Джоан Чэнь «И солнце снова взойдёт»       | н/д                                     |
| 2009 | Токийская соната                                 | Хирокадзу Корээда «Пешком-пешком»                | Масахиро Мотоки «Ушедшие»                  | Чжоу Сюнь «Равенство любви и смерти»  | Чон Усон «Хороший, плохой, долбанутый»   | Джина Пареньо «Сербис»                    | н/д                                     |
| 2010 | Мать                                             | Лу Чуань «Город жизни и смерти»                  | Ван Сюэци «Телохранители и убийцы»         | Ким Хёджа «Мать»                      | Николас Цe «Телохранители и убийцы»      | Кара Хуэй «В конце рассвета»              | н/д                                     |
| 2011 | Дядюшка Бунми, который помнит свои прошлые жизни | Ли Чхандон «Поэзия»                              | Ха Джонъу «Жёлтое море»                    | Сюй Фань «Землетрясение»              | Саммо Хун «Ип Ман 2»                     | Юн Ёджон «Служанка»                       | н/д                                     |
| 2012 | Развод Надера и Симин                            | Асгар Фархади «Развод Надера и Симин»            | Донни Дамара «Прекрасный человек»          | Дини Ип «Простая жизнь»               | Кэ Юйлунь «Прыгай, Ашинь!»               | Шамейн Буэнкамино Niño                    | н/д                                     |
| 2013 | Тайна                                            | Такэси Китано «Полный беспредел»                 | Эдди Гарсиа «Буакау»                       | Нора Аунор «Чрево»                    | Навазуддин Сиддикуи «Поиск»              | Макико Ватанабэ «Запечатлеть отца»        | н/д                                     |
| 2014 | Великий мастер                                   | Вонг Карвай «Великий мастер»                     | Ирфан Хан «Ланчбокс»                       | Чжан Цзыи «Великий мастер»            | Хуан Бо «Ничья земля»                    | Ео Яннянн «Илоило»                        | н/д                                     |
| 2015 | Массаж вслепую                                   | Энн Хёй «Золотая эпоха»                          | Ляо Фань «Чёрный уголь, тонкий лёд»        | Пэ Дуна «Девочка у моей двери»        | Ван Чживэнь «Золотая эпоха»              | Тидзуру Икэваки «Лишь здесь остался свет» | н/д                                     |
| 2016 | Убийца                                           | Хоу Сяосянь «Убийца»                             | Ли Бёнхон «Инсайдеры»                      | Шу Ци «Убийца»                        | Таданобу Асано «Путешествие к берегу»    | Чжоу Юнь «Убийца»                         | н/д                                     |
| 2017 | Я не мадам Бовари                                | На Хончжин «Вопль»                               | Таданобу Асано «Фисгармония»               | Фань Бинбин «Я не мадам Бовари»       | Лам Сует «Три ловца ветра»               | Мун Сори «Служанка»                       | н/д                                     |
| 2018 | Молодость                                        | Юя Исии «Небо ночью всегда густого синего цвета» | Луис Ку «S.P.L. Звёзды судьбы 3: Парадокс» | Сильвия Чан «Обучение любви»          | Ян Икчун «Ох, дикость»                   | Китти Чжан «Легенда о демонической кошке» | Дун Юэ «Надвигается гроза»              |
| 2019 | Магазинные воришки                               | Ли Чхандон «Пылающий»                            | Кодзи Якусё «Кровь волка-одиночки»         | Самал Еслямова «Айка»                 | Чжан Ю «Умираю, как хочу жить»           | Кара Хуэй «Трэйси»                        | Оливер Чань «Всё ещё человек»           |
| 2020 | Паразиты                                         | Ван Сяошуай «Прощай, сын мой»                    | Ли Бёнхон «Тот, кто рядом»                 | Чжоу Дунъюй «Лучшие дни»              | Рё Касэ «Конец путешествия, начало мира» | Саманта Ко «Солнце»                       | Хикари «37 секунд»                      |
| 2021 | Жена шпиона                                      | Чжан Имоу «Одна секунда»                         | Ю Аин «Голос тишины»                       | Ю Аои «Жена шпиона»                   | Ким Хёнбин «Тихий лес»                   | Адзю Макита «Настоящие матери»            | Хон Иджон «Голос тишины»                |
| 2023 | Сядь за руль моей машины                         | Хирокадзу Корээда «Посредники»                   | Тони Люн Чу Вай «Куда дует ветер»          | Тан Вэй «Решение уйти»                | Хио Миядзава «Эгоист»                    | Ким Соджин «Чрезвычайная ситуация»        | Джигме Тринли «Один и четверо»          |
| 2024 | Зло не существует                                | Хирокадзу Корээда «Монстр»                       | Кодзи Якусё «Идеальные дни»                | Цзян Циньцинь «У западного озера»     | Пак Хун «Переворот 12.12»                | Рэйчел Люн «Средь бела дня»               | Ник Чук «Время переворачивает страницы» |
| 2025 | Всё, что нам кажется светом                      | Даихати Ёсида «Teki Cometh»                      | Лау Чинвань «Папа»                         | Шахана Госвами «Сантош»               | Ли Каншэн «Глаза незнакомца»             | Ян Куэй-мэй «Йен и Ай-Ли»                 | Сандхия Сури «Сантош»                   |

## Церемонии
- 2-я — Азиатская кинопремия (2008)
- 3-я — Азиатская кинопремия (2009)
- 4-я — Азиатская кинопремия (2010)
- 5-я — Азиатская кинопремия (2011)
- 8-я — Азиатская кинопремия (2014)